# Leżajsk (piwo)
Leżajsk – marka polskiego piwa produkowanego w Browarze Leżajsk należącym do Grupy Żywiec a zarazem do koncernu Heineken.

## Historia

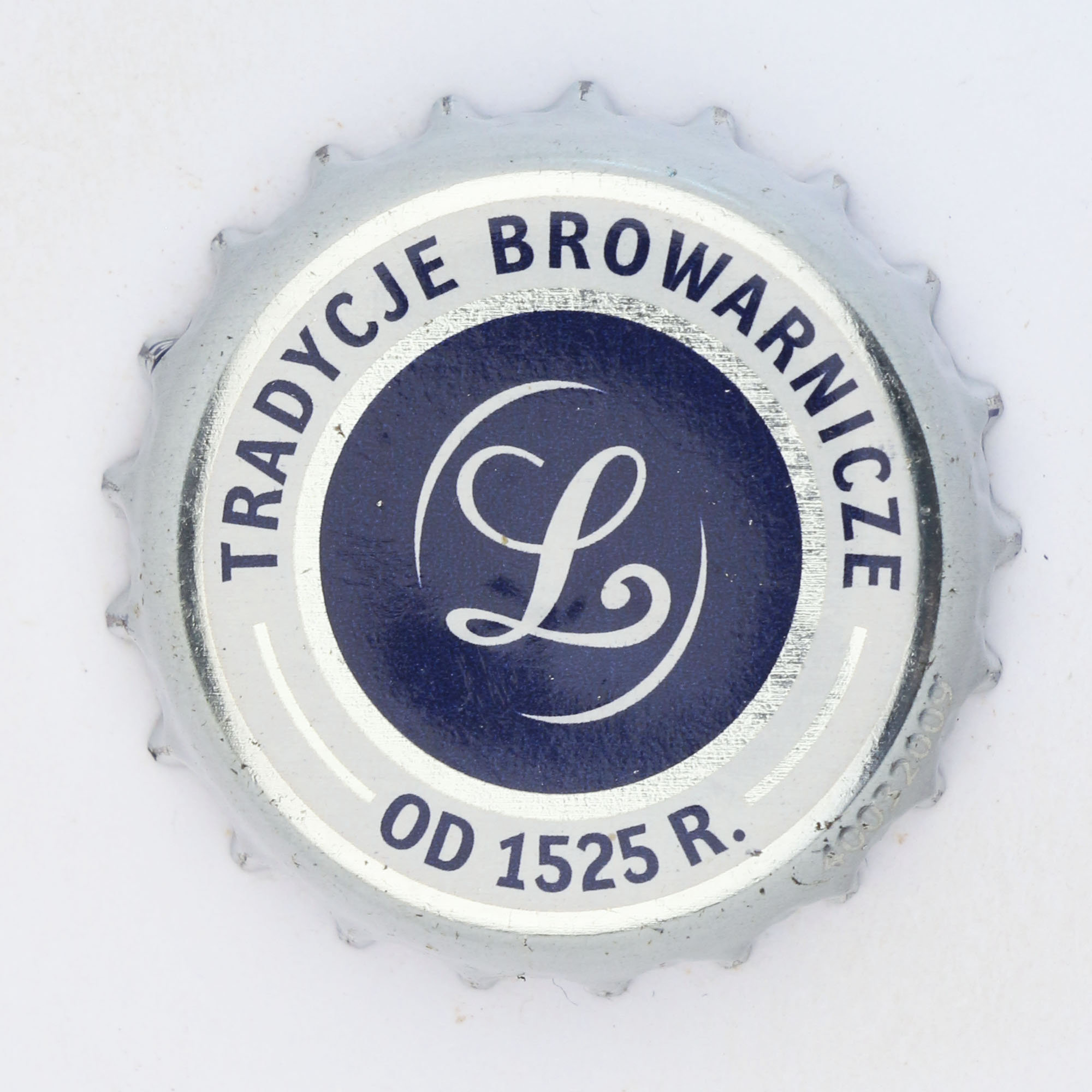
Kapsel Leżajsk

Przywilej warzenia piwa został nadany browarnikom leżajskim przez Zygmunta I Starego w 1525 roku. Od tamtego czasu piwo w Leżajsku warzone jest niemal nieprzerwanie. Działający obecnie browar został zbudowany w latach 1972-77 i oddany do eksploatacji w 1978. W początkowym okresie jego działalności największą popularnością cieszyły się piwa Gold i Kristall, część produkcji eksportowano do USA i Kanady. Obecnie na rynku dostępne są następujące gatunki leżajskiego piwa:
- Leżajsk Pełne – 5,5% obj. alkoholu i 12% zaw. ekstraktu,
- Leżajsk Mocne – 7,8% obj. alkoholu i 15,1% zaw. ekstraktu,
- Leżajsk Niepasteryzowane – 5,1% obj. alkoholu,
- Leżajsk Rześki – 4,7% obj. Dostępny tylko w sieci „Biedronka”
- Leżajsk Pszeniczne – 5,3% obj. alkoholu; warzone w Brackim Browarze Zamkowym w Cieszynie.
- Leżajsk Chmielowe – 5,0% obj. alkoholu
- Leżajsk Pszeniczne Klarowne –  5,0% obj. alkoholu

## Charakterystyka

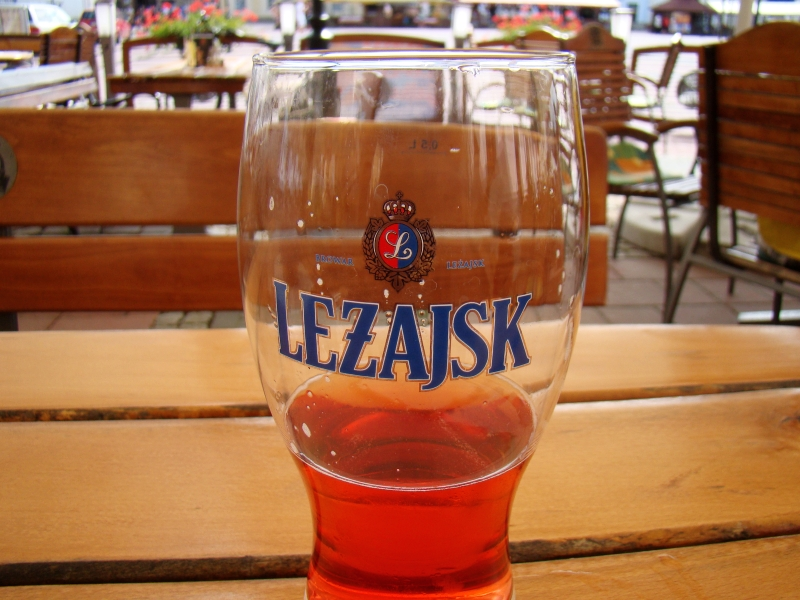

Wszystkie piwa produkowane w leżajskim browarze mają charakterystyczny goryczkowaty smak. Leżajsk Pełne to piwo lekkie i orzeźwiające, z kolei Leżajsk Mocny ma zwiększoną zawartość alkoholu i intensywniejszy smak. Jest to pierwsza co do wielkości marka na Podkarpaciu wśród marek regionalnych, a druga wśród marek ogólnopolskich. Poza Podkarpaciem Leżajsk dostępny jest w sieciach handlowych i niektórych wyspecjalizowanych sklepach monopolowych.

## Nagrody i wyróżnienia dla piwa i browaru Leżajsk
- 1992 – drugie miejsce dla piwa Krystal w kategorii Piwa jasne pełne o zawartości ekstraktu w brzeczce 11,3–12,0ºBlg podczas Chmielaków Krasnostawskich[7]
- 1993 – pierwsze miejsce dla piwa Leżajsk Bier w kategorii Piwa jasne pełne o zawartości ekstraktu w brzeczce 10,5-12,0ºBlg podczas Chmielaków Krasnostawskich[8]
- 1994 – złoty medal na Międzynarodowych Targach Poznańskich Polagra
- 2008 – drugie miejsce w kategorii Piwo jasne pełne o zawartości ekstraktu w brzeczce 11,1-12,0ºBlg podczas Chmielaków Krasnostawskich[9]
- 2009 – główna nagroda dla Browaru w Leżajsku w podkarpackiej edycji konkursu Mocni Wizerunkiem[10]
- 2010 – nagroda Filary Polskiej Gospodarki 2010 dla browaru w Leżajsku[11]
- 2011 – tytuł Polskiego producenta żywności za piwo Leżajsk Pełne przyznany browarowi w Leżajsku[12]

Leżajskie piwo zdobywało również wyróżnienia na konkursach zagranicznych, m.in. medale na wystawach w Lizbonie i Lipsku.

## Sponsoring
Browar w Leżajsku i produkowane przez niego marki piwa do tej pory sponsorowały m.in.:
- klub piłkarki Pogoń Leżajsk
- drużynę siatkarską Asseco Resovia Rzeszów
- Dni Leżajska
- Międzynarodowy Festiwal Muzyki Organowej i Kameralnej w Leżajsku
- Międzynarodowy Festiwal Łowiecki w Leżajsku
- Bieszczadzkie Anioły w Rozsypańcu
- Festiwal Breakout w Cieszanowie
- Turniej Szachowy Memoriał Mieczysława Burdasia w Nowej Sarzynie
- Ekspozycję Browarnictwa w Muzeum Ziemi Leżajskiej
- Międzynarodowe Zawody Jeździeckie w Wierzawicach

## Reklamy
W 1987 roku grupa rockowa Wańka Wstańka & The Ludojades na festiwalu w Jarocinie wykonała utwór pod tytułem „Leżajski Full” śpiewając: Najlepsze piwo to leżajski full / Gul gul gul – gul gul gul / Takiego piwa nie pił nawet król / Gul gul gul – leżajski full. Utwór ten oparty jest na melodii najpopularniejszej na świecie peruwiańskiej pieśni El cóndor pasa.